# Лукас, Ольга
Ольга Лукас (настоящее имя Ольга Владимировна Смирнова; род. 23 мая 1979, Ленинград) — российская писательница и журналистка.

## Биография
Училась на факультете журналистики СПбГУ.
В 2003 году переехала в Москву.
Работала в газете «Книжное обозрение», была колумнистом литературного приложения к «Независимой газете» «НГ Ex libris» и журнала «ОМ».
Работала в издательстве «Livebook».
Вела колонку «Анонимный трудоголик» на сайте журнала «Русский пионер».
Рассказы печатались в сборниках, составленных Максом Фраем, в «НГ Ex libris», в сборнике «Пролог. Молодая литература России» (М.: Вагриус, 2005).
В 2007 году вошла в шорт-лист премии «Заветная мечта» с книгой «Золушки на грани».
В сентябре 2009 года совместно с художником Натальей Поваляевой создала блог «bordur_porebrik», посвящённый различиям между Москвой и Санкт-Петербургом.
Истории, опубликованные в блоге, в 2010 году вышли в виде отдельной книги «Поребрик из бордюрного камня».
28 апреля 2012 года Ольга Лукас получила премию имени М. Е. Салтыкова-Щедрина, учреждённую Правительством Кировской области, за книгу «Новый поребрик из бордюрного камня».

## Книги
Цикл «Поребрик из бордюрного камня»

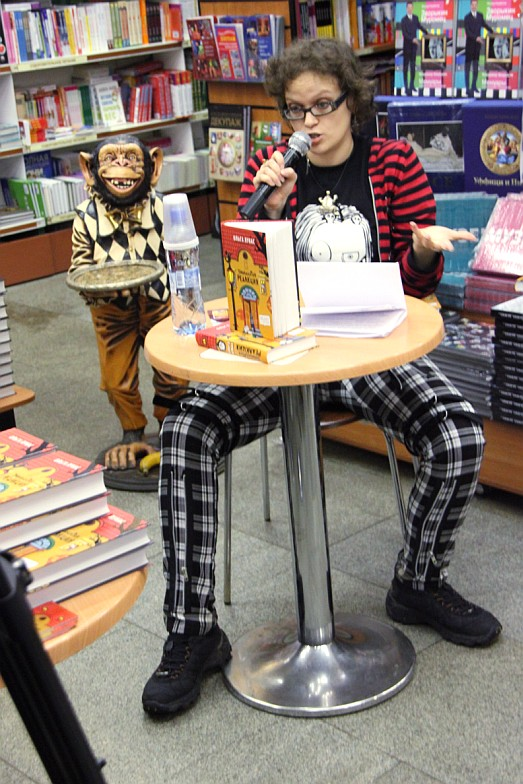
На презентации книги «Тринадцатая редакция»

- 2010 — Поребрик из бордюрного камня — СПб: Комильфо. ISBN 978-5-91339-101-8
- 2011 — Новый поребрик из бордюрного камня — СПб: Комильфо. ISBN 978-5-91339-172-8
- 2013 — Поребрик наносит ответный удар — СПб: Комильфо. ISBN 978-5-91339-291-0

Цикл «Тринадцатая редакция»
- 2010 — Тринадцатая редакция — М: Рипол-классик. ISBN 978-5-386-02704-9
- 2011 — Тринадцатая редакция. Найти и исполнить — М: РИПОЛ классик. ISBN 978-5-386-03009-4
- 2011 — Тринадцатая редакция.     Модель событий — М: РИПОЛ классик. ISBN 978-5-386-03294-4
- 2012 — Тринадцатая редакция. Напиток богов — СПб: Комильфо. ISBN 978-5-91339-201-5
- 2014 — Тринадцатая редакция. Неубедимый — СПб: Комильфо. ISBN 978-5-91339-253-4

Книги для детей
- 2009 — Зубы, когти, два хвоста — СПб: Астрель. ISBN 978-5-271-20251-3
- 2017 — Путешествие на край кухни — М: Речь. ISBN 978-5-9268-2686-6
- 2019 — Метод принцесс — М: Речь. ISBN 978-5-9268-2995-9. Книга — финалист конкурса «Книгуру»[3][4]
- 2019 — Новогодняя тайна игрушек — М: Речь. ISBN 978-5-9268-2903-4
- 2019 — Кошачье детективное агентство — М: Речь. ISBN 978-5-9268-3079-5[5]

Вне серии
- 2007 — Золушки на грани — М.: Гаятри. ISBN 5-9689-0084-9[6]
- 2011 — Эликсир князя Собакина (совместно с Андреем Степановым) — М: АСТ. ISBN 978-5-17-074712-2, ISBN 978-5-271-36419-8, ISBN 978-5-4215-2468-7
- 2012 — Бабушка Смерть — СПб: Комильфо. ISBN 978-5-91139-187-2, 978-5-91339-187-2
- 2012 — Спи ко мне — СПб: Астрель. ISBN 978-5-271-45386-1
- 2015 — Бульон терзаний — АСТ. ISBN 978-5-17-087598-6